# Styloptera alocasiae
Styloptera alocasiae är en tvåvingeart som beskrevs av Toyohi Okada och Carson 1980. Styloptera alocasiae ingår i släktet Styloptera och familjen daggflugor. Inga underarter finns listade i Catalogue of Life.